# Bogdan Lipski
Bogdan Lipski (ur. 22 sierpnia 1929 w Siedlcach, zm. 19 marca 2004 w Warszawie) – polski lekkoatleta, sprinter.
Dwukrotnie wystąpił na Akademickich Mistrzostwach Świata (UIE). W 1947 w Pradze zdobył srebrny medal w biegu na 200 metrów, a w 1951 w Berlinie srebrny medal w sztafecie 4 × 100 metrów (w składzie: Zdobysław Stawczyk, Lipski, Zygmunt Buhl i Emil Kiszka) i brązowy w sztafecie 4 × 400 metrów (w składzie: Gerard Mach, Lipski, Buhl i Roman Korban), a w biegu na 200 metrów odpadł w przedbiegach. Obie sztafety ustanowiły wówczas rekordy Polski, osiągając odpowiednio czasy 41,7 s oraz 3:17,2.
Lipski był również rekordzistą Polski w biegu na 200 metrów (21,8 s 22 lipca 1948 w Siedlcach) i w sztafecie 4 × 200 metrów (1:29,6 22 lipca 1952 w Warszawie).
Był mistrzem Polski w biegu na 200 metrów i w sztafecie 4 × 400 metrów w 1948 oraz w sztafecie 4 × 100 metrów w 1951, a także wicemistrzem w biegu na 200 metrów w 1950, biegu na 400 metrów w 1950 i 1951 oraz w sztafecie 4 × 400 metrów w 1951 i 1953.
W latach 1950 i 1951 wystąpił w pięciu meczach reprezentacji Polski, bez zwycięstw indywidualnych.
Rekordy życiowe:
| Konkurencja        | Data i miejsce         | Wynik |
| ------------------ | ---------------------- | ----- |
| bieg na 100 metrów | 12 lipca 1950, Siedlce | 10,7  |
| bieg na 200 metrów | 17 lipca 1948, Siedlce | 21,8  |
| bieg na 400 metrów | 14 lipca 1951, Moskwa  | 49,2  |

Był zawodnikiem HKS Siedlce (1947-1948), AZS Toruń (1949) i AZS Warszawa (1950-1953). W 1953 ukończył studia na Wydziale Chemii UW.